# Вербяж
Ве́рбяж (укр. Верб'яж) — село в Нижневоротской сельской общине Мукачевского района Закарпатской области Украины.
Население по переписи 2001 года составляло 916 человек. Почтовый индекс — 89113. Телефонный код — 3136. Занимает площадь 3,294 км². Код КОАТУУ — 2121582001.

## Известные уроженцы
- Сабов, Евмений Иванович (1859—1934) — русинский культурно-просветительский деятель, греко-католический священник, педагог.
- Синицкий, Виктор Павлович (1967) — Герой Советского Союза, участник афганской войны. Почётный гражданин г. Бердянска (2004)